# 僑務委員会
僑務委員会（きょうむいいんかい、繁体字：僑務委員會、略称：僑委會、僑委会）は、中華民国の行政院に属する委員会の1つ。中華民国における華僑関連業務の最高機関である。

## 概要
1926年に国民政府によって設立され、1932年に行政院の直属機關に改編された。現在では、海外に居住している華僑や華人などの在外同胞に係わる業務を所管している。国際情勢と華僑社会の発展にあわせて調整・革新し、世界各地の華僑同胞への業務サービスなどを担当している。